# Адам Адамант жив!
«Адам Адамант жив!» — британский приключенческий комедийный телесериал, который транслировался с 1966 по 1967 год на BBC One с Джералдом Харпером в главной роли. Сериал был создан и продюсирован несколькими актёрами, получившими популярность во время работы в проекте «Доктор Кто». Предполагая, что искатель приключений, родившийся в 1867 году, воскрес в 1966 году, «Адам Адамант жив!» был сатирическим взглядом на жизнь 1960-х глазами эдвардианца (Адамант исчез в 1902 году, когда Эдуард VII пробыл на троне всего один год).
В 2020 году Big Finish Productions переосмыслили сериал как аудиодраму.

## Главный герой
Первоначально у главного героя было несколько потенциальных имён: «Корнелиус Ченс», «Руперт Де’Ат», «Дик Деринг», «Декстер Ноубл», «Аврелиан Винтон», «Магнус Хоук» и даже «Дариус Круд», прежде чем Сидни Ньюман остановился на Адаме Адаманте, названном в честь общего минерального термина адамантина, который со времён средневековья обычно относился к алмазу. В первом эпизоде «A Vintage Year for Scoundrels» Adam Llewellyn De Vere Adamant — если использовать его полное имя — это отважный викторианский джентльмен-авантюрист, который в 1902 году отправляется на помощь своей похищенной подруге Луизе, но его заманивают в ловушку, после чего он оказывается схвачен и приговорён к вечному замораживанию в глыбе льда его заклятым врагом, Ликом, лицо которого скрыто за кожаной маской и который говорит зловещим шёпотом. Он удовлетворяет последнюю просьбу своего беспомощного пленника, и Адам просит о встрече с Луизой; но в свои последние мгновения жизни перед тем, замёрзнуть навсегда, Адам к своему ужасу узнаёт, что Луиза инсценировала своё похищение и всё это время работала на Лика.
Адам найден в 1966 году во время разрушения здания, и его возрождают. После выхода из больницы, Адам потерял сознание на улицах Лондона, Джорджина Джонс спасла его и отвезла в свою квартиру. Хотя во многих отношениях Джорджина была типичной свингующей женщиной шестидесятых, она выросла на восхваляющих Адама рассказах о его подвигах на рубеже веков. Она пытается вмешаться во все дела Адама, несмотря на его попытки остановить её, и часто ей удается в любой момент получить работу на месте происшествия, чтобы она могла принять участие. Изначально роль досталась Энн Холлоуэй в пилотном эпизоде, который не был транслирован, но была переработана с Джульетт Хармер, поскольку было сочтено, что игра Холлоуэй не подходит для сериала.
Адам — опытный фехтовальщик; он носит меч-трость и способен хладнокровно убить любого врага, который этого заслуживает. Он не единственный британский герой с таким оружием; Джона Стида из «Мстителей» сопровождал зонтик-меч, а у лорда Питера Уимзи была специально созданная трость для меча с циркулем, который также был помечен в дюймах, чтобы он мог служить измерительным инструментом. Он являлся полковником и был добровольцем 51-го йоменского полка с 1895 года — хотя, естественно, он числится в их официальных отчётах как «пропавший без вести, предположительно убитый» с 1902 года. Он также является хорошим боксёром и иногда демонстрирует мастерство джиу-джитсу, который был завезён в Англию за несколько лет до того, как он был заморожен. Адам сразу же оказался втянутым в преступный мир 1960-х годов, когда Джорджине поступают угрозы после того, как она почти стала свидетелем убийства её деда дискотечными рэкетирами.
Хотя нет никаких указаний на то, откуда у него деньги и как он обеспечивает себя, Адам восстановил свой старый дом, давно разрушенную улицу Олбани, 26A, на вершине многоэтажной автостоянки, который он купил, по адресу Upper Thames 17 в центре Лондона. Доступ к нему осуществляется с помощью лифта, спрятанного с другой стороны раздвижной стены, который активируется снаружи нажатием искусно скрытой кнопки вызова. Он также купил Mini Cooper S с персональным номером AA 1000. Автомобиль тёмно-зелёный с коричневым (или, возможно, тёмно-коричневый и золотой), у него есть люк в крыше, электрические стеклоподъёмники и очень богатый интерьер. Это было особенное преобразование: «Mini de Ville» от Harold Radford Coach Builder LTD. Иногда он выполняет работу для британского правительства, например, в «Смертельнее меча». Когда Адам теряет сознание, он обычно видит во сне, как его поймал Лик, и как Луиза говорит ему: «Такой умный, но такой уязвимый». Это подтверждается сюжетом, поскольку многие женщины пользуются его викторианской наивностью.
Во втором эпизоде "Death Has a Thousand Faces", события которого происходят в Блэкпуле, он приобретает слугу в виде бывшего артиста мюзик-холла и настоящего участника труппы Панч и Джуди Уильяма Э. Симмса. Первоначально его должен был играть Джон Доусон, который повредил спину, поднимая актрису во время репетиции эпизода «The Sweet Smell of Disaster» и не смог продолжить; роль была передан Джеку Мэй. С точки зрения моды, сериал хорошо отражает постепенный переход в 1966—1967 годах от «модных» стилей свингующий Лондон к более богемным (в конечном итоге хиппи) стилям, характерным для конца шестидесятых. Адаму исполняется 100 лет в последнем эпизоде "A Sinister Sort of Service", и он получает телеграмму от королевы (британский обычай для людей, достигших этого возраста), а также праздничный торт с сотней свечей.
Вступительный эпизод 2-го сезона «A Slight Case of Reincarnation», действие которого происходило, по-видимому, в 1902 году, напомнил зрителям Лика, которого не видели со времён «A Vintage Year for Scoundrels»; его повторное появление в наше время объясняется в следующем эпизоде "Чёрное эхо" тем, что он заморозил себя ещё в 1902 году, когда Луиза (которая, конечно, постарела естественным образом) наблюдала за ним все эти годы, пока не пришло время возродиться. Он появился ещё в четырёх эпизодах 2 сезона, а именно «Face in a Mirror», «Tunnel of Death», «The Resurrectionists» и «A Sinister Sort of Service», в которых он будет убеждать главных злодеев каждой истории, но в то время как Адам побеждал их, сам Лик никогда не был захвачен или побеждён, каждый раз сбегая, чтобы сразиться в другой день, и клялся отомстить Адаму при следующей встрече.
Хотя на самом деле они ему и не были нужны, Джералд Харпер носил накладные брови и парик для своего образа. Харпер был немного близорук и носил очки, которые он снял, как только стал готов к съёмкам. Его близорукость заставляла противников держаться на расстоянии во время сцен боёв на мечах, поскольку, как сказал один актёр, Джералд чуть случайно не попал ему в глаз. Когда сериал закончился, гримёрша пришила брови на семплер с надписью «Здесь лежат брови Адама Адаманта, 1966—1967», который был оформлен в рамку и подарен Харперу на память. Харпер также хранил посох Адама, и оба сувенира остаются на стене дома по сей день.

## История создания
Современные обозреватели назвали сериал «После „Доктора Кто“», потому что по крайней мере три выпускника «Доктора Кто» занимали ключевые должности в пилотной программе. Совершенно очевидно, что он воссоединил продюсера Верити Ламберт с главой теледрамы Сидни Ньюманом. Вместе они были в центре отдела, принимающего решения, создавшего «Доктора Кто». Но сериал также вернул на орбиту Ньюмана Дональда Коттона, написавшего в том же году два сериала для «Доктора Кто». Коттон и его партнёр Ричард Харрис напишут сценарий первого эпизода «A Vintage Year for Scoundrels» и, таким образом, будут признаны соавторами. На протяжении многих лет Ньюман упоминался как создатель шоу. Даже BBC время от времени пропагандировала эту идею, называя его создателем на некоторых своих страницах, посвященных программе. На самом деле, его, вероятно, правильнее рассматривать как исполнительного продюсера или как «разработчика сериала для телевидения». «Адам Адамант жив!» был быстрой заменой шоу, которое он действительно задумал, адаптации приключенческого литературного детектива Секстона Блейка. Когда права на персонажа внезапно стали недоступны, на долю сценаристов Дональда Коттона и Ричарда Харриса, а также редактора сценария Тони Уильямсона пришлось выступить с идеей замены. Ближе к концу своей жизни Ньюман указал, что он действительно принимал активное участие в переписывании сценария, предполагая, что его критик Мэри Уайтхаус была частичным источником вдохновения для персонажа. Как и предшественник «Доктор Кто», «Адам Адамант жив!», таким образом, был шоу, созданным в некоторой степени комитетом и волей случая. Многие внутренние сцены были сняты в Студиях 3 и 5 телецентра BBC в Лондоне.

## Закрытие сериала
Причины закрытия «Адам Адамант жив!» варьируются в зависимости от источника. Телевизионный критик Пол Стамп высказывается в «Культ … Адама Адаманта!», что программа закончилась, так как «Мстители» были «более сексуальной, привлекательной, лучше финансируемой» версией той же концепции. Крупнейший фан-сайт проекта возражает, заявляя, что Сидни Ньюман как руководитель телерадиовещания BBC, отменил шоу «из-за разногласий между собой и его звездой». Фан-сайт «Мстителей» согласен с обеими оценками. На нём говорится, что стоимость производства не соответствовала «Мстителям» и что, несмотря на хорошие рейтинги, «Ньюман не был доволен шоу в целом и главным героем в частности». «Адам Адамант» был одним из нескольких шоу, от которых BBC отреклась, несмотря на их популярность: другие примеры включают очень популярный «Пол Темпл» с Френсисом Мэтьюзом и Росом Дринкуотером и более поздний сериал Верити Ламберт «Виртуальное убийство» с Николасом Клеем и Кимом Томсоном.
Джеральд Харпер продолжал появляться в «Gazette» от Yorkshire Television и его продолжении «Hadleigh».

## Список эпизодов
Нетранслированный пилотный эпизод сериала больше не существует в архивах BBC и считается утерянным.
Все эпизоды первого сезона, за исключением «Ticket to Terror», принадлежит BBC. Второй сезон таких успехов не добился, имеется только «Black Echo» и «A Sinister Sort of Service».

### Пилотный эпизод
Nº 0: «Адам Адамант жив» (не транслировался)
Кадры событий 1902 года повторно использовались в эпизоде «A Vintage Year for Scoundrels».

### Сезон 1: 1966
| № общий |    | Название                            | Дата выхода в эфир |
| --- | -- | ----------------------------------- | ------------------ |
| 1 | 1  | «A Vintage Year for Scoundrels»     | 23 июня 1966       |
| Эдвардианский искатель приключений и джентльмен Адам Адамант преследует своего противника, известного как Лик, до заброшенного особняка. Очутившись там, он попадает в ловушку и оказывается заморожен на веки вечные. Очнувшись в 1966 году, он подружился с молодой Джорджиной Джонс. После убийства деда Джорджины злобными бандитами-рэкетирами, Адам вступает с ними в бой. |    |                                     |                    |
| 2 | 2  | «Death Has a Thousand Faces»        | 30 июня 1966       |
| Когда человека убилиза кусок камня из Блэкпула, Адамант и Джонс обнаруживают таинственный лист бумаги и отправляются в Блэкпул. Оказавшись там, они знакомятся с Симмсом, Панчем и кукольником Джуди, которые присоединяются к ним в их поисках. |    |                                     |                    |
| 3 | 3  | «More Deadly Than the Sword»        | 7 июля 1966        |
| Адам и Джорджина отправляются в Японию, чтобы помочь британскому политику, когда тот подвергается шантажу террористов. |    |                                     |                    |
| 4 | 4  | «The Sweet Smell of Disaster»       | 14 июля 1966       |
| Адам обнаруживает, что сражается со своими друзьями, когда гвоздика порождает хаос. |    |                                     |                    |
| 5 | 5  | «Allah Is Not Always With You»      | 21 июля 1966       |
| Адам погружается в мир ночных клубов, наркотиков и убийств, расследуя смерть молодой девушки, которая связана с арабским принцем... |    |                                     |                    |
| 6 | 6  | «The Terribly Happy Embalmers»      | 4 августа 1966     |
| Убийство финансиста приводит Адама в мир бальзамировщиков, но его собственная судьба настигает его. |    |                                     |                    |
| 7 | 7  | «To Set a Deadly Fashion»           | 11 августа 1966    |
| Адам вмешивается в заговор, связанный с убийством, когда приближается к миру моды. |    |                                     |                    |
| 8 | 8  | «The Last Sacrifice»                | 18 августа 1966    |
| Выходные в деревне превращаются в погоню за волшебником, шантажирующим человечество. |    |                                     |                    |
| 9 | 9  | «Sing a Song of Murder»             | 25 августа 1966    |
| Прошлое Адама настигает его, когда его друзей обвиняют в убийстве. Сможет ли он доказать их невиновность до того, как его мир рухнет? |    |                                     |                    |
| 10 | 10 | «The Doomsday Plan»                 | 1 сентября 1966    |
| Адама приводят к «Доктору» Морту, так называемому пророку, предсказывающему конец света. |    |                                     |                    |
| 11 | 11 | «Death by Appointment Only»         | 8 сентября 1966    |
| Серия убийств может стать концом света. |    |                                     |                    |
| 12 | 12 | «Beauty Is an Ugly Word»            | 15 сентября 1966   |
| Адам погружается в мир гламура, пытаясь остановить очередную попытку разрушения мира. |    |                                     |                    |
| 13 | 13 | «The League of Uncharitable Ladies» | 22 сентября 1966   |
| Убийство приводит Адама к трём зловещим старушкам. Сможет ли он раскрыть их секрет, прежде чем весь ад вырвется наружу? |    |                                     |                    |
| 14 | 14 | «Ticket to Terror»                  | 29 сентября 1966   |
| Адам расследует исчезновение 400 пассажиров из поезда линии Ватерлоо-энд-Сити. |    |                                     |                    |
| 15 | 15 | «The Village of Evil»               | 6 октября 1966     |
| Адам, Джорджина и Симмс отправляются на тихую рыбалку, но дело, связанное с пропавшими домашними мышами маленького мальчика и практикой сатанинских обрядов, приводит к другому расследованию. |    |                                     |                    |
| 16 | 16 | «D for Destruction»                 | 13 октября 1966    |
| Серия «случайных смертей» вернула «полковника» Адама Адаманта в свой старый полк. Оказавшись там, он узнаёт о плане захвата ядерных ракет Великобритании… |    |                                     |                    |

### Сезон 2: 1966–1967
| № общий |    | Название                         | Original airdate |
| --- | -- | -------------------------------- | ---------------- |
| 17 | 1  | «A Slight Case of Reincarnation» | 31 декабря 1966  |
| Адам полон решимости освободить африканского лидера от чар Лика.* |    |                                  |                  |
| 18 | 2  | «Black Echo»                     | 7 января 1967    |
| Адам навещает находящуюся в изгнании великую русскую княгиню. У неё к нему просьба относительно известного ему жемчужного ожерелья, которым она когда-то владела, и теперь пытается вернуть его. Однако по прибытии в дом княгини Адам обнаруживает, что две ужасающие тайны из его прошлого вот-вот откроются… |    |                                  |                  |
| 19 | 3  | «Conspiracy of Death»            | 14 января 1967   |
| Адам расследует убийство старого боевого товарища. |    |                                  |                  |
| 20 | 4  | «The Basardi Affair»             | 21 января 1967   |
| Адам попадает в немилость правителя богатой нефтью страны. |    |                                  |                  |
| 21 | 5  | «The Survivors»                  | 28 января 1967   |
| Адам расследует странную череду убийств. |    |                                  |                  |
| 22 | 6  | «Face in a Mirror»               | 4 февраля 1967   |
| Лик возвращается, намереваясь избавить мир от Адама Адаманта раз и навсегда. |    |                                  |                  |
| 23 | 7  | «Another Little Drink»           | 11 февраля 1967  |
| Адаму приходится дуйствовать быстро, чтобы остановить распространение смертельного яда. |    |                                  |                  |
| 24 | 8  | «Death Begins at Seventy»        | 18 февраля 1967  |
| Адам расследует загадочные происшествия в доме престарелых. |    |                                  |                  |
| 25 | 9  | «Tunnel of Death»                | 25 февраля 1967  |
| Новые планы Лика ставят под угрозу целостность нашего мира. |    |                                  |                  |
| 26 | 10 | «The Deadly Bullet»              | 4 марта 1967     |
| Адам расследует убийство волшебника. |    |                                  |                  |
| 27 | 11 | «The Resurrectionists»           | 11 марта 1967    |
| Адам оказывается бессильным с вторжением агентов Лика. |    |                                  |                  |
| 28 | 12 | «Wish You Were Here»             | 18 марта 1967    |
| Может ли смерть матери Симмса обернуться смертельной ловушкой для Адама? |    |                                  |                  |
| 29 | 13 | «A Sinister Sort of Service»     | 25 марта 1967    |
| Волна грабежей по всей стране ввергает Адама, Джорджину и Симмса в руки смертоносной группы охранников. |    |                                  |                  |

* Примерно четыре минуты из этого эпизода записаны на аудиокассету в частной коллекции и включены как часть специальных функций в DVD-выпуск.

## Потерянные эпизоды
Изначально было снято 29 чёрно-белых серий, составляющих два сезона, плюс один не транслируемый пилотный проект под названием «Адам Адамант жив» (без восклицательного знака). Кадры 1902 года — это всё, что сохранилось из этого не выпущенного дебютного эпизода сериала, и существует только потому, что он был позже повторно использован в эпизоде «A Vintage Year for Scoundrels». Неизвестно ни одного сценария «Адам Адамант жив», и единственное оставшееся подтверждение — это описание, данное в Drama Early Warning Synopsis, выпущенном в четверг, 10 марта 1966 года; оно включено в буклет «„Адам Адамант жив!“: Заметки к просмотру», прилагаемый к DVD-набору «„Адам Адамант жив!“: Полная коллекция», выпущенному 2entertain Ltd. в июле 2006 года.
Первая серия, за исключением «Ticket to Terror», была снята как комбинация 16-миллиметровой плёнки с одной камеры для локаций и многокамерной студийной записи с использованием 625-строчных камер. Однако вместо того, чтобы редактироваться на видеокассете, как это обычно делалось на BBC, сериал был полностью отредактирован на плёнке, причём результативные данные студийных камер подвергались кинорегистрации для удобства редактирования (в то время редактирование видеокассет было технологически сложно).
Эпизод «Ticket to Terror» из первого сезона и все из второго были сняты с использованием обычного для BBC сочетания ленты и плёнки, но были отредактированы на плёнке. В результате стирания материалов BBC в 1970-х годах не сохранилось ни одной основной видеозаписи. Не все видеозаписи также сохранились, так как в одном случае известно, что один эпизод на 35-миллиметровой плёнке был уничтожен.
В результате всего этого в архивах осталось только 16 эпизодов, когда BBC осознала ценность такого материала, включая первый и последний эпизоды в ходе трансляции. В основном это были кинорегистрации 35-миллиметрового фильма с небольшими эпизодами в виде 16-миллиметровых плёнок или уменьшенных кинокопий. В случае некоторых эпизодов также существует 35-миллиметровый отснятый материал, который использовался для ремастеринга сохранившихся эпизодов. Последний эпизод первого сезона, «D For Destruction», считающийся одним из потерянных навсегда, был восстановлен в 2003 году из неправильно маркированной коробки для киноплёнки в архивах BBC. Он был обнародован на мероприятии «Пропавшие без вести» и включен в комплект DVD «Полная коллекция».
Другой утерянный эпизод, «The Basardi Affair», был восстановлен в виде полной аудиозаписи в 2017 году.
Публичная кампания BBC Archive Treasure Hunt продолжает поиск недостающих эпизодов.

### Список потерянных эпизодов
| Сезон | № эпизода | Название потерянного эпизода   | Оригинальная дата выхода в эфир |
| ----- | --------- | ------------------------------ | ------------------------------- |
| 0     | Пилотный  | Adam Adamant Lives             | не транслировался               |
| 1     | 14        | Ticket To Terror               | 29 сентября 1966                |
| 2     | 1         | A Slight Case of Reincarnation | 31 декабря 1966                 |
| 2     | 3         | Conspiracy of Death            | 14 января 1967                  |
| 2     | 4         | The Basardi Affair*            | 21 января 1967                  |
| 2     | 5         | The Survivors                  | 28 января 1967                  |
| 2     | 6         | Face in a Mirror               | 4 февраля 1967                  |
| 2     | 7         | Another Little Drink           | 11 февраля 1967                 |
| 2     | 8         | Death Begins at Seventy        | 18 февраля 1967                 |
| 2     | 9         | Tunnel of Death                | 25 февраля 1967                 |
| 2     | 10        | The Deadly Bullet              | 4 марта 1967                    |
| 2     | 11        | The Resurrectionists           | 11 марта 1967                   |
| 2     | 12        | Wish You Were Here             | 18 марта 1967                   |

*Существует в аудиоформате

## Влияния и наследие

### Мстители
Параллели между искателем приключений из высшего класса и модницей 1960-х годов были проведены с конкурентом от ITV, «Мстителями». Также сходство нашло отражение с Гранадским «Мистером Роуз» (1967), в котором Уильяму Мервину, как отставному инспектору полиции, помогали молодой тайный секретарь (Джиллиан Льюис) и слуга (Дональд Вебстер). Однако, поскольку «Адам Адамант» был заменой другой концепции, степень, в которой BBC предполагала такое сходство с «Мстителями», неясна. Одно недавнее заявление напрямую касалось этого вопроса:
В «Адам Адамант жив!» мы пытались создать что-то оригинальное. Несмотря на то, что он мог быть нацелен на ту же аудиторию, что и «Мстители», на любые производственные решения, которые мы принимали, не влияла попытка подражания.
Верити Ламберт, 2004
продюсер сериала
Тем не менее, рецензент ретроспективы BBC Four 2006 года «Культ „Адам Адамант жив!“» обнаружил нечто большее, чем вопрос для обсуждения во время интервью Ламберта и других исполнителей:
Гениальные и привлекательные Хармер, Клеменс, Харпер и продюсер Верити Ламберт признали громадную очевидность неуклюжей и, оглядываясь назад, смехотворной попытки сериала превзойти шедевр ABC. Даже в остальном беспристрастный и неироничный сценарий сравнивал два шоу таким образом: «Эдвардианский джентльмен объединился с красивой девушкой… и Эдвардианский джентльмен объединился с красивой девушкой». Негласным признаком, конечно же, было то, что «Мстители» подкололи эту презентацию три года назад.
Пол Стамп
Off the Telly, обзор «Культа… „Адам Адамант жив!“», 2006 г.
Данное мнение было поддержано фанатами «Мстителей». Действительно, предвзятая к «Мстителям» биография звезды «Адаманта» Джеральда Харпера, который также часто снимался в качестве приглашённой звезды на шоу ITV, категорически называет Адаманта «бесстыдно скопированным по образцу „Мстителей“». Это подтверждает вышеупомянутое утверждение, демонстрируя, как отдельные эпизоды «Адаманта» совпадают с эпизодами «Мстителей». Наконец, в нём указывается, как второй сезон телепрограммы «Адамант» транслировался в одно время с «Мстителями» в некоторых частях Великобритании, что сделало невозможным для зрителей своевременное сравнение шоу.
Более нейтральные обозреватели обычно отражали эту дихотомию точки зрения. Энтони Кларк из BFI отмечает, что, хотя шоу «в стилистическом долгу перед „Мстителями“», оно было «ответом BBC на успех детективов и боевиков ITV, таких как „Святой“ (1962–1969) и „Опасный человек“ (1960–1969)». Он продолжает называть персонажа «Адаманта» «скорее авантюристом имперской эпохи, чем шпионом-обманщиком». В обзоре Television Haven сказано, что, хотя программа «долгое время интерпретировалась с ответом BBC на «Мстителей», на самом деле она «больше обязана красивому стилю, тону и формату феноменально успешной серии боевиков «Lew Grade» от ITC, а не гладкие и изощрённые выходки Стида и миссис Пил».
Предпосылка шоу также имеет более чем случайное сходство с возвращением Капитана Америки 1964 года в комиксах Marvel (совершенно не связанных) «Мстители». Оба персонажа — авантюристы из более ранней эпохи, растаявшие из глыб льда в наши дни.

### Доктор Кто
Изображение Адаманта Харпером было приведено в качестве основы для интерпретации Доктора Джоном Пертви. Один автор полагает, что «учтивое, лихое изображение Пертви во многом перекликалось с духом времени, заимствованное у его современников, таких как „Адам Адамант жив!“, „Doomwatch“, „Дух времени“ и „Джеймс Бонд“ в кино». «Доктор Кто» более конкретен, утверждая, что между сценами инаугурации Третьего Доктора в больнице и сценами Адаманта в его пилотном эпизоде «A Vintage Year for Scoundrels» проводятся параллели.

### Остин Пауэрс
«Адамант» часто рассматривается как частичное вдохновение для «Остин Пауэрс: Человек-загадка международного масштаба». В частности, видны аллюзии между тем, и Остин Пауэрс, и Адамант, пробуждается от криогенного сна, и подружился с привлекательной женщиной, которая знала о его подвигах до его заморозки. Однако у Пауэрса формула полностью обратная: его партнёрша, Ванесса Кенсингтон, не впечатлена его прошлым, тогда как Джорджина Джонс является верной поклонницей Адаманта.

## Домашний медиа-релиз

### VHS
Адам Адамант жив!
Компания-производитель: BBC Video
Дата выхода: июнь 1991
Nº в каталоге: BBCV 4613
Доступность: Удалено
Содержит первые два эпизода первого сезона, «A Vintage Year for Scoundrels» и «Death Has a Thousand Faces», последний заменяет ранее считавшуюся «The Village of Evil». Хотя к концу 1991 года ходили слухи о двух новых релизах, они не появились из-за низких продаж.

### DVD
Adam Adamant Lives!: The Complete Collection
Компания-производитель: 2entertain Ltd.
Дата выхода: 26 июля 2006
Nº в каталоге: BBCDVD 1479
Доступность: Удалено (не подтверждено)
Пятидисковый DVD-набор для Региона 2, содержащий все 17 сохранившихся эпизодов в цифровой переработанной форме. Включает 64-страничный коллекционный буклет «Adam Adamant Lives!: Viewing Notes», написанный Эндрю Пиксли.
Особые характеристики:
- This Man is the One: 52-минутный документальный фильм с участием Джеральда Харпера, Джульет Хармер, Верити Ламберт и Брайана Клеменса. Представлено Марком Гэтиссом.
- Записи с комментариями: доступны для серий «A Vintage Year for Scoundrels» и «A Sinister Sort of Service». С участием Джеральда Харпера, Джульет Хармер и Верити Ламберт.
- Adam Adamant's Wheels: 7-минутный мини-документальный фильм о верном Mini Cooper S.
- Missing Sounds: аудиозапись из пропавшего эпизода второго сезона «A Slight Case of Reincarnation».
- Outtakes: кадры из фильма и студийные кадры из эпизодов «A Vintage Year for Scoundrels» и «Sing a Song of Murder».
- Фотогалерея: 13-минутная фотопоследовательность с цветными и чёрно-белыми изображениями из сериала, а также кадры из нетранслируемого пилотного эпизода, сопровождаемые музыкой из сериала, включая полную версию «Темы Адама Адаманта» в исполнении Кэти Кирби.
- PDF-файлы: (только DVD-Rom; совместим с ПК/Mac)

– Статьи Radio Times
– Полные сценарии 12 пропущенных эпизодов трансляции
– The Adam Adamant Annual
– Телевизионные комиксы, специальные праздничные телекомиксы и ежегодные телевизионные комиксы
Примечание:  как на VHS, так и на DVD, в сериях «A Vintage Year for Scoundrels» и «Death Has a Thousand Faces» были внесены изменения в музыкальное сопровождение из-за того, что треки, изначально представленные Rolling Stones, не могут быть допущены к коммерческому выпуску. В первом случае «Route 66» был заменён на «Piano Rocket» из музыкальной библиотеки Parry CD Time Periods 1, в то время как второй эпизод включал «Bye Bye Blues» из KOK Library CD Pop Era вместо «Now I've Got a Witness».